# South East (Botswana)
South East è un sottodistretto del distretto Sudorientale nel Botswana.

## Villaggi
- Mogobane
- Otse
- Ramotswa
- Ramotswa station/Taung
- Tlokweng

## Località
- Abercem North Farm
- Abishey
- Adams / Fred Quartz
- Amin Sebeth
- Ascwsao
- Barren Bota
- Batlatsi Truck Hire
- BDF Camp
- Bergn Stables
- Boatle
- Bojankwe
- Boswelatlou Farm
- Botala Farm Fitt's
- Boxshall Smith
- Brian Jakes
- Brickworks Farm
- Brook's Farm
- Brunton Stables
- Buchaman
- Country Ranches
- Crowsley Park
- Crowsley Park 2
- David Bachanan
- DaytonStables
- De Beer's Field H.Q.Farm
- De Rust's Farm
- Derek Brink's Farm
- Dikgatlhong (Ramotswa)
- Diphaleng
- Disana
- Dithojwane
- Ditsotswane
- Doornlaagte Farm
- Doornlagte 2
- Edward M
- Egypt
- Esksdale
- Ever Green Farm
- Farmer Graeme
- Farms
- Feedmaster
- Forestry Camp
- Gaborone Stables
- Gaborone Yacht Club
- Gamarete
- Gamhatlha
- Gamoipolai
- Glaisdale's Farm / ITJ
- Glan South
- Glendinning
- Good Hope Farm
- Gweedore's Farm / Barolong T
- Hamani
- Hersters
- Hildavale
- Hildavale Farm 1 / Sebego's
- Hildavale Farm 2/ Mogotlho's
- Hildavalle Siding
- Hillikusmas
- Hukung
- Indian Farm
- Joel Herst's Farm
- Keinmoe's Farm
- Kelly's
- Kerekang's Farm
- Khale Quarry
- Khan
- Kika
- Kikana
- Kingsley Dorbrowsky
- Knock Duff's Farm
- Korsten
- Kukama Haviage
- L.J Erasmus
- Lareng
- Lefafu
- Lefatlha
- Lekoma
- Lemmonyane
- Lenganeng
- Lengwane
- Lephaleng
- Lephaleng
- Lesetlhane
- Lesung
- Letlapeng
- Lewis
- Lion Park
- Lobatse Estates Farm
- Lobatse Estates H.Q.
- Lobatse Farms
- Lobatse Farms
- Lobatse Siding
- Mabokwane,s Farm
- Mabowana
- Mabutswe
- Mafurapane's Farm
- Magotane
- Majweadikgokong
- Maladiepe
- Malenale
- Manyelanong
- Maokamatshwane
- Maradu
- Maratadiba
- Mark Sampson
- Marshal ' Farm
- Maruping
- Maruswana
- Masisimotlhware
- Mathothwana
- Matlapekwe
- Mckke Zurika
- Mekgacha
- Mellineux
- Metsimaswaane (Ramotswa)
- Mike Franklyn
- Mmamaireng
- Mmamenwe
- Mmamogofu
- Mmokolodi Farm
- Mogagabe
- Mogwe's Farm
- Mokgosi
- Mokoni
- Moleleki's Farm
- Morokwe II
- Morokwe's Farm
- Mosienyane Lokwalo
- Mosonngwa
- Motseto
- Motsokwane's Farm
- Mount Olive Farm
- Ndingo
- Ndoitgedacht Farm
- New Pass
- Nienabersrust Farm
- Nkgwang
- No Name
- No Name
- No Name
- Notwane Farm
- Notwane Farn
- Notwane Management Farm
- Notwane Side
- Notwane/J. Wilsons Farm
- Odendaalsrust Farm
- Otse Lands
- otwane Farm
- Parkfield Farm
- Pastoral Center
- Phadza Onyadile
- Phalalamotshitshi
- Phaledi
- Photsy
- Pioneer Border Post
- Pitskop's Farm
- Plot 50 Thomas
- Potsane
- Potsane Farm
- Pumping Station Camp
- Pumula Farm 1
- Pumula Farm 2
- Purification Unit Camp
- R Farm
- Raborokgwe's Farm
- Radipotsanyane
- Rakurung
- Ramanasana
- Ramokwebetwane
- Ramonogeng
- Rankepe
- Ratauyagae
- Read Fontein Farm
- Request
- Rogers & Karen
- Rupra Stables
- Ruretse
- Sanje Stables
- Schaapskaal Farm
- Sefoke
- Sefoke
- Sefoke Farm / Dremi Bredla
- Sekutswane
- Selokwane
- Selokwaneng
- Sengoma
- Sentlhane
- Seoposengwe
- Sepitswane
- Seribe
- Simon's Chicken Farm
- Skiefas's Farm
- Skiefas's Farm 2
- Soleika Ashlari
- St. Joseph College
- Stewart
- Sunnyside Farm
- Taung
- Tawana
- Terateng
- Terrence Ohara
- Thibedi
- Thojane-ya-Naga
- Thornton Park Farm
- Tlaberwane
- Tlokweng Gate
- Traverston Farm 2
- Tsibiro
- Tsietsamotswana
- Tsokwane
- Valley View/ White Orchard
- Vanrensburg
- Warren Lane
- Water Burg Farm
- Watley
- Waugh
- Weltevrden Farm
- Wilson's Farm
- Wood Land Camp
- Yound Farm